# Vossloh Modula

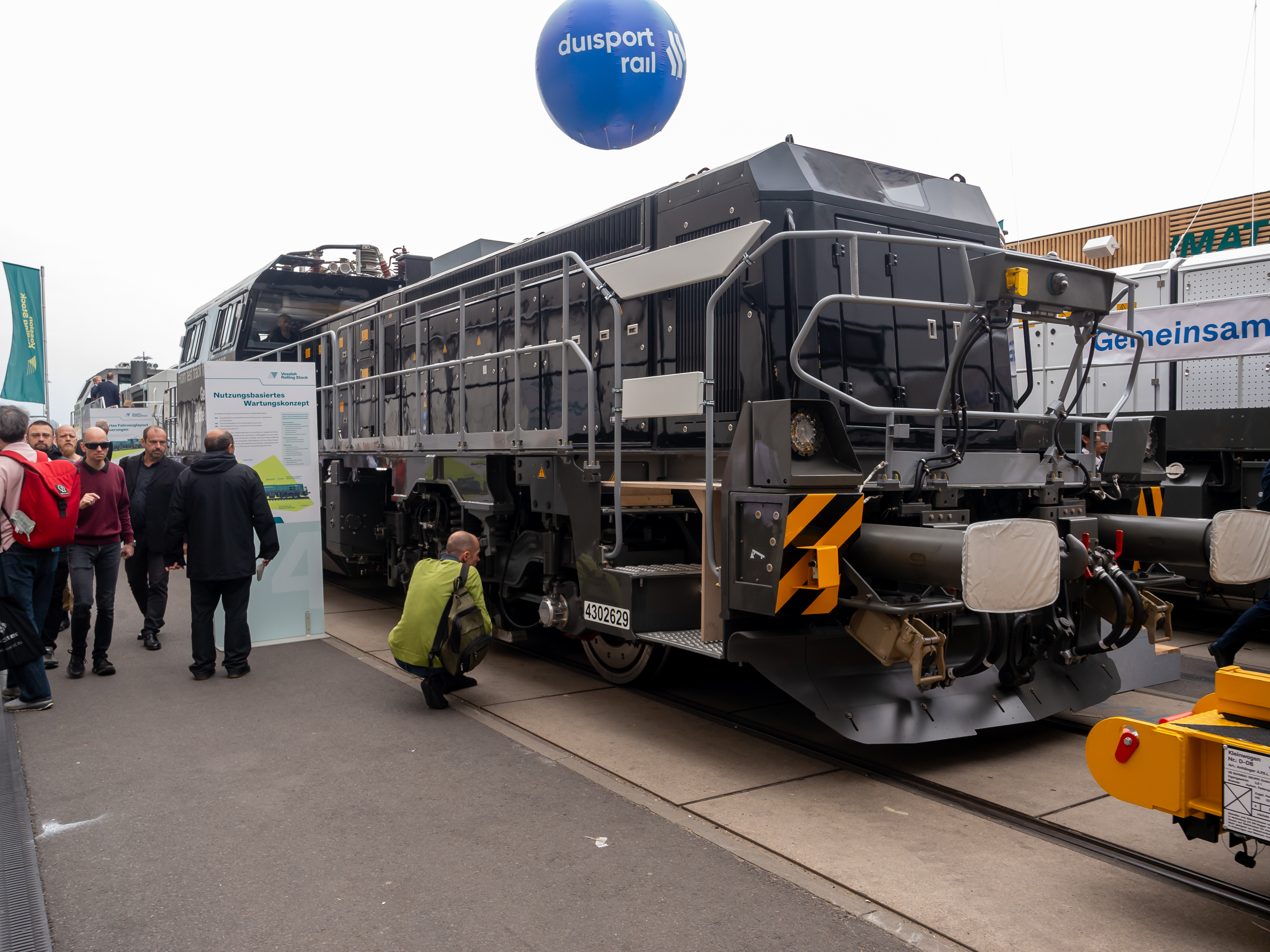
Vossloh Modula auf der Innotrans 2024

Die Modula ist eine vierachsige Mehrsystem-Zweikraftlokomotive von Vossloh Rolling Stock (bis 2021 Vossloh Locomotives), die für den Rangier- und Streckendienst konzipiert ist. Erstbesteller ist die Paribus Gruppe, welche die Lokomotiven über Northrail vermieten wird. Prototypen wurden ab 2022 gebaut; die Zulassung und der Beginn der Serienproduktion waren im Frühjahr 2025 jedoch noch nicht erreicht.

## Geschichte
Das Konzept der Modula wurde 2018 als „DM 20“ von Vossloh Locomotives auf der InnoTrans vorgestellt. Ein erster Prototyp wurde 2022 auf der Innotrans präsentiert. Dieselbe Lokomotive und ein weiterer Prototyp wurden auch 2024 auf der Messe Innotrans ausgestellt.
Angestrebt war ursprünglich, im Jahr 2024 die Zulassung der ersten Modula-Variante für die Nutzung auf dem deutschen Schienennetz zu erhalten. Im Mai 2025 wurde die Einsatzgenehmigung erst für das laufende Jahr erwartet. Anschließend soll die Zulassung für die Bahnnetze Österreichs, der Niederlande und Frankreichs erreicht werden.

## Technik
Die Akkumulatoren der Lokomotiven haben eine Kapazität von 350 kWh. Sie können über eine Ladestromsteckdose, durch einen eingebauten Dieselmotor oder die Oberleitung aufgeladen werden.
Als Zugbeeinflussungssystem wird unter anderem ETCS von Siemens Mobility verbaut sein.

### Technische Daten
|                       | Modula EBB                                                                 | Modula EDD                                                                             | Modula BDD                                             | Modula BFC                                             |
| --------------------- | -------------------------------------------------------------------------- | -------------------------------------------------------------------------------------- | ------------------------------------------------------ | ------------------------------------------------------ |
| Länge über Puffer     | 18.700 mm                                                                  | 18.700 mm                                                                              | 18.700 mm                                              | 18.700 mm                                              |
| Breite                |                                                                            |                                                                                        |                                                        |                                                        |
| Höhe                  |                                                                            |                                                                                        |                                                        |                                                        |
| Dienstmasse:          | 84 bis 90 t                                                                | 84 bis 90 t                                                                            | 84 bis 90 t                                            | 84 bis 90 t                                            |
| Achslast              | 21 t                                                                       | 21 t                                                                                   | 21 t                                                   | 21 t                                                   |
| Achsfolge             | Bo’Bo’                                                                     | Bo’Bo’                                                                                 | Bo’Bo’                                                 | Bo’Bo’                                                 |
| Spurweite             | 1435 mm bis 1520 mm Unterschiedliche Varianten möglich                     | 1435 mm bis 1520 mm Unterschiedliche Varianten möglich                                 | 1435 mm bis 1520 mm Unterschiedliche Varianten möglich | 1435 mm bis 1520 mm Unterschiedliche Varianten möglich |
| Leistung              | 2500 kW (15 kV / 25 kV ~) 1500 kW (1,5 kV =) 500 kW (Akku)                 | 2500 kW (15 kV / 25 kV ~) 1500 kW (1,5 kV =) 960 kW (Dieselmotor)                      | 960 kW (Dieselmotor) 300 kW (LTO)                      | 300 kW                                                 |
| Akkukapazität         | 350 kWh                                                                    | /                                                                                      | 160 kWh                                                | 160 kWh                                                |
| Anfahrzugkraft        | 300 kN                                                                     | 300 kN                                                                                 | 300 kN                                                 | 300 kN                                                 |
| Höchstgeschwindigkeit | 120 km/h                                                                   | 120 km/h                                                                               | 120 km/h                                               | 120 km/h                                               |
| Antrieb               | elektrisch (Akkumulator oder Oberleitung)                                  | elektrisch und dieselelektrisch (Dieselmotor und Oberleitung)                          | elektrisch und dieselelektrisch (Dieselmotor und Akku) | elektrisch (Brennstoffzelle und Akku)                  |
| Tankvolumen           | /                                                                          | /                                                                                      | /                                                      | /                                                      |
| Fahrleitungsspannung  | 15 kV, 16,7 Hz~ 25 kV, 50 Hz ~ 1,5 kV = unterschiedliche Varianten möglich | 15 kV, 16,7 Hz~ 25 kV, 50 Hz ~ 1,5 kV = nicht EDD - unterschiedliche Varianten möglich | /                                                      | /                                                      |

## Einsatz

### Deutschland

#### Paribus/Northrail
Paribus unterzeichnete im Sommer 2021 als erstes Unternehmen einen Vertrag mit Vossloh Locomotives über die Lieferung und Wartung von 50 Lokomotiven des Typs DM 20 mit Akkumulator.

#### DB Cargo
Am 18. Januar 2022 gab DB Cargo bekannt, dass Vossloh Locomotives im Zuge einer europaweiten Ausschreibung als Gewinner hervorgegangen ist. Die Plug-in-Hybrid-Lokomotiven sind mit einem Dieselmotor sowie einem Akkumulator ausgestattet. Der Einsatz sollte ab 2024 erfolgen; im Frühjahr 2025 waren jedoch noch keine Fahrzeuge ausgeliefert.

### Niederlande

#### Rail Innovators Group/Rail Force One
RIG bestellte im Sommer 2021 zwei Lokomotiven des Typs DM 20 mit Akkumulator. Diese Lokomotiven sollten ab 2024 im Hafen von Rotterdam zum Einsatz kommen, waren bis Mai 2025 allerdings noch nicht geliefert und zugelassen.

## Kunden
| Bild | Jahr | Besteller                            | Land        | Anzahl | Option | Dieselmotor | Akku | Stromsystem             | Spurweite in mm | Beleg       | Bemerkungen/Fahrzeugnummer |
| ---- | ---- | ------------------------------------ | ----------- | ------ | ------ | ----------- | ---- | ----------------------- | --------------- | ----------- | -------------------------- |
|      | 2021 | Paribus/Northrail                    | Deutschland | 50     |        |             | ×    | 15 kV, 16,7 Hz ~        | 1435            | [ 4 ]       |                            |
|      | 2021 | Rail Innovators Group/Rail Force One | Niederlande | 2      |        |             | ×    | 25 kV, 50 Hz ~ 1,5 kV = | 1435            | [ 13 ]      |                            |
|      | 2022 | DB Cargo                             | Deutschland | 50     | 200    | ×           | ×    | /                       | 1435            | [ 6 ] [ 5 ] |                            |
|      |      | DM 20 Akku                           |             | 52     |        |             |      |                         |                 |             |                            |
|      |      | DM 20 Diesel                         |             | 0      |        |             |      |                         |                 |             |                            |
|      |      | DM 20 Plug-in-Hybrid                 |             | 50     | 200    |             |      |                         |                 |             |                            |
|      |      | Gesamt                               |             | 102    | 200    |             |      |                         |                 |             |                            |